# Petit-Château (La Chapelle-Saint-Mesmin)
Pour les articles homonymes, voir Petit-Château.
Le Petit-Château ou château de la Solitude est un château français situé à La Chapelle-Saint-Mesmin dans le département du Loiret en région Centre-Val de Loire.
L'édifice héberge l'hôtel de ville depuis 1999.

## Géographie
Le Petit-Château se situe sur le territoire de la commune de La Chapelle-Saint-Mesmin dans le département du Loiret en région Centre-Val de Loire, dans la région naturelle du Val de Loire, à l'Ouest d'Orléans.
L'édifice se trouve à l'angle des rues du château et Saint-Honoré, à 200 mètres de la rive droite de la Loire.

## Histoire
Dénommé Petit-Château sur un plan des Ponts et Chaussées de 1773 (pour le distinguer du château des Hauts), c'est un bâtiment datant probablement de la 1ère moitié du XVIIIe siècle.
Propriété successive de la petite noblesse au cours du XVIIIe siècle, il appartient à partir de la fin du XVIIIe siècle à des familles bourgeoises ou d'intellectuels.
En 1756, Claude Lion du Sablon, contrôleur général des domaines, en est le propriétaire. En 1763, celui-ci marie sa fille Espérance à Messire Etienne Fleureau de Guillonville, écuyer, conseiller du roi et trésorier au bureau des finances de la Généralité de Bourges.
En 1767, le jeune couple fait l'acquisition du Château des Hauts voisin.
En 1773, Claude Lion du Sablon vend le château à Messire La Flèche de Grandpré, commissaire des guerres à Orléans.

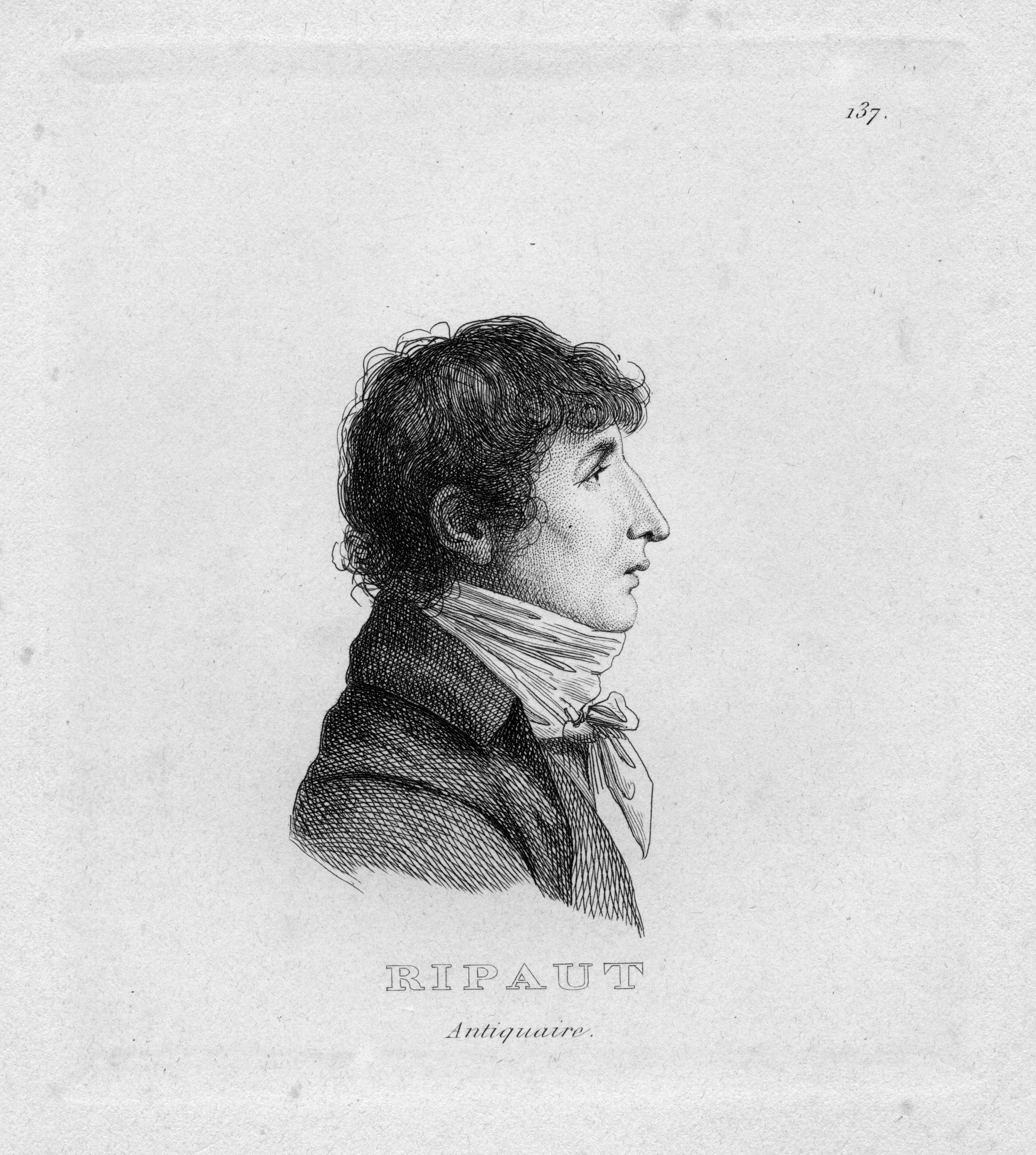
Louis Ripault

Laurent René Ferrand, ancien fermier général du roi, achète le château en 1781 et l'échange la même année contre le château des Hauts avec Étienne Fleureau de Guillonville. Il est revendu quelques semaines plus tard à Louise Marie Violette de Beaumarchais, veuve de Pierre-Augustin de Beaumarchais, marquis d'Orléans.
En 1788, Joseph Louis Ripault-Desormeaux, bibliothécaire du Prince de Condé en fait l'acquisition.
En 1793, il est vendu à Pierre-Joseph Romet, procureur d'Orléans, puis en 1795 à Jean-Charles Petit, secrétaire de la mairie d'Orléans.
En 1802, le neveu de Joseph Louis Ripault-Desormeaux, Louis Madeleine Ripault, savant orientaliste ayant participé à la campagne d’Égypte (1798-1801) dirigé par le Premier consul Napoléon Bonaparte, en prend possession. En 1805, celui-ci rachète une maison-boutique donnant au Sud sur la rue du Château pour la démolir et agrandir ainsi le parc de la propriété. Il y meurt en 1823.

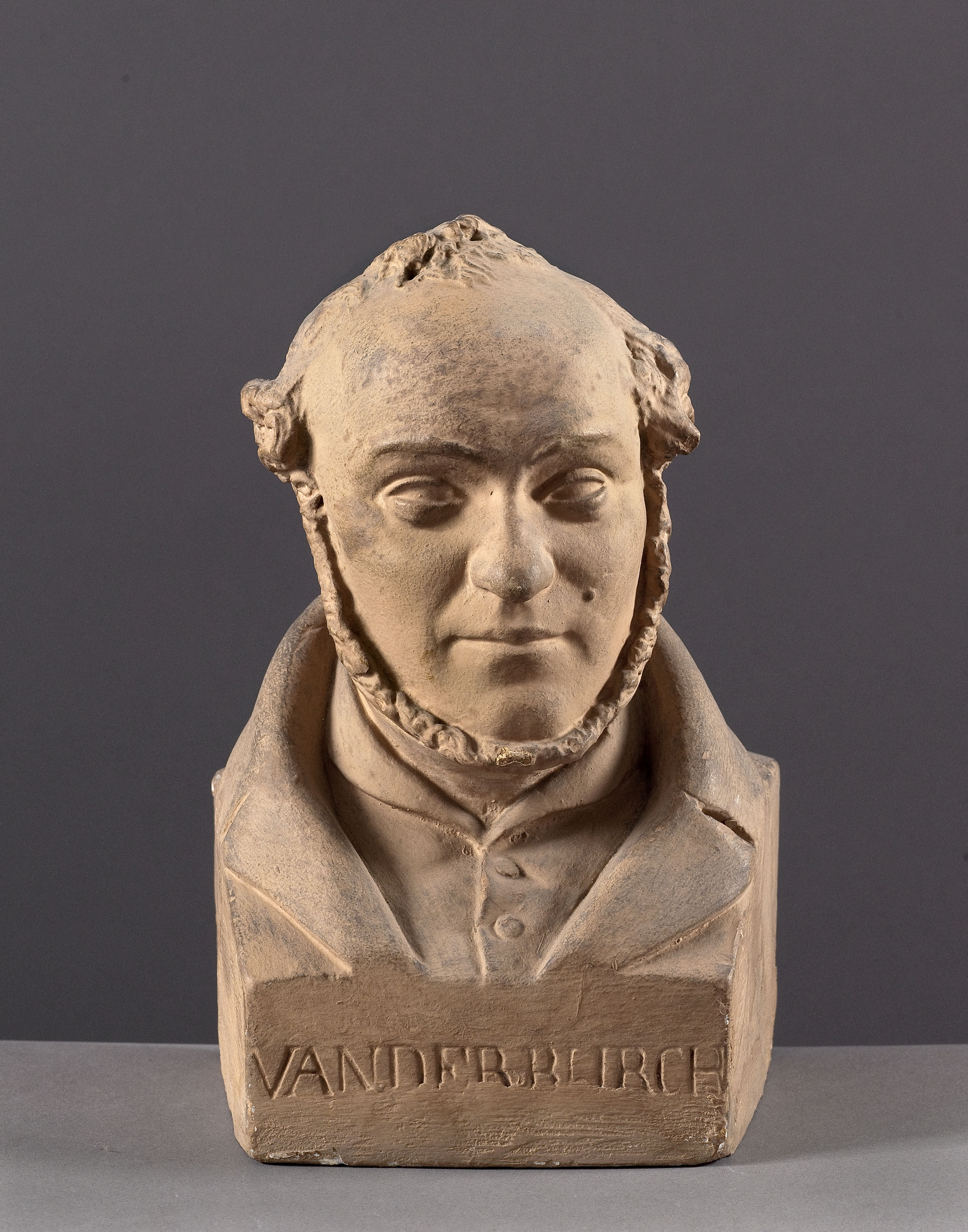
Buste de Vanderburch par Jean-Pierre Dantan, 1835, Musée Carnavalet, Paris

En 1836, Louis-Émile Vanderburch, célèbre écrivain, rachète la propriété aux héritiers Ripault. Ami notamment de Virginie Dejazet, Victor Hugo et Victorien Sardou, il en fait, pendant toute la période suivante, le lieu de rendez-vous d’auteurs et artistes célèbres. En août 1841, Vanderburch invite à La Chapelle son ami le compositeur Hippolyte Monpou afin que celui-ci retrouve des forces en allant vivre à la campagne; mais il est trop tard; quand il arrive au Petit-Château, son état devient si grave, qu'on doit en toute hâte le ramener à Orléans, pour réclamer les secours de l'art. Mais c'est en vain; quelques jours après, le 10 août 1841, Monpou meurt à l'âge de 37 ans. Le 9 octobre 1846, vers 8h du matin, Mgr Jean-Jacques Fayet invite Louis-Émile Vanderburch, son voisin du petit-château, à venir commenter, sur la terrasse du Château des Hauts, l'éclipse de soleil à l'ensemble des élèves et professeurs du petit séminaire. En août 1849, la célèbre comédienne Virginie Déjazet viendra passer plusieurs jours de repos dans le petit-château.
Pendant l'été 1852, Vanderburch invite l'acteur Hugues Bouffé à venir passer quelques jours se reposer dans sa demeure chapelloise. Au cours de cette période, la troupe d'artistes du théâtre d'Orléans, se déplaça à La Chapelle pour venir y répéter la pièce Michel Perrin avec Bouffé dans le rôle-titre avant d'aller se produire pour trois soirées à Orléans.

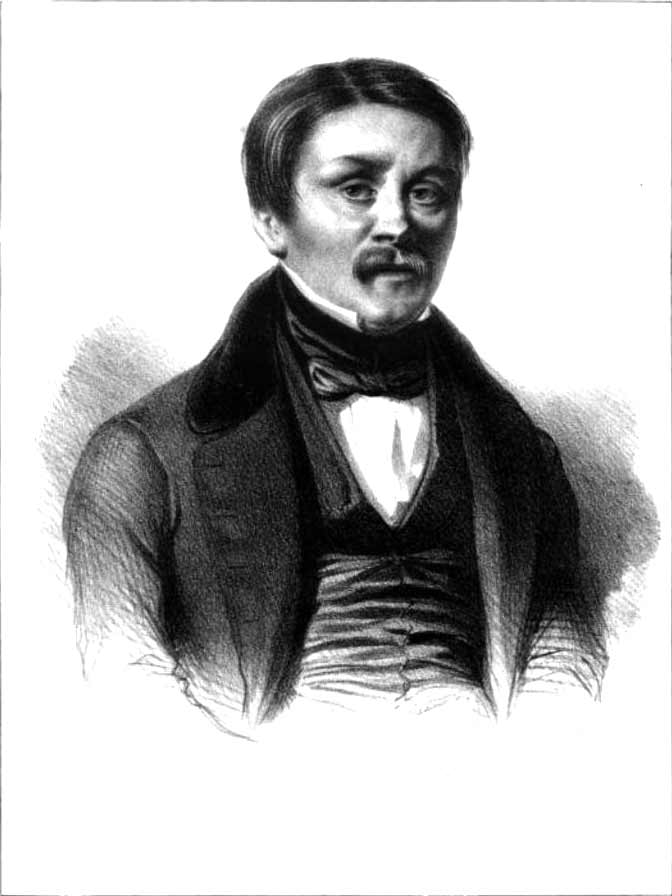
Hippolyte Monpou

Le 12 février 1853, le château est vendu pour la somme de 28 000 francs et reconverti en hospice tenu par la communauté des religieuses augustines hospitalières de l'Hôtel-Dieu d'Orléans. En 1854, les bâtiments annexes sont démolis. La propriété est agrandie par l'ajout d'une aile située au nord et d'une dépendance au sud. Dans le jardin, les maisons donnant sur le bourg sont remplacées par une buanderie.
Pendant La guerre franco-allemande de 1870, un poste de secours avancé (ambulance) est installé à la Solitude.
L'édifice héberge une maison de retraite en 1902, puis un établissement de convalescence en 1948 (Notre-Dame de La Solitude, maison de repos et de convalescence) avant de fermer en 1995 et d'être racheté en 1996 par la commune,.

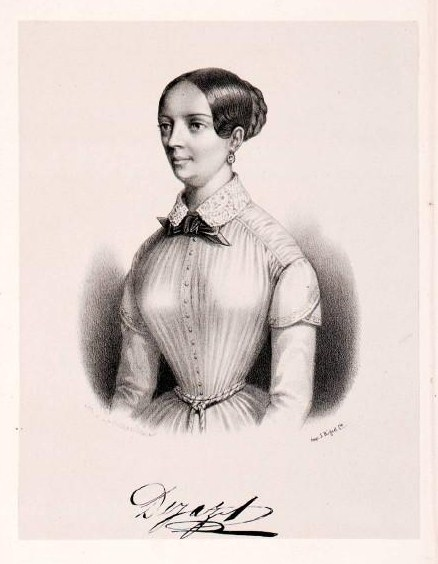
Virginie Déjazet, gravure de 1846

### Liste des propriétaires successifs
- 1756 : Claude Lion du Sablon, contrôleur général des domaines.
- 1773 : Messire La Flèche de Grandpré, commissaire des guerres à Orléans.
- 1781 : Laurent René Ferrand, ancien fermier général du roi.
- 1781 : Étienne Fleureau de Guillonville.
- 1781 : Louise Marie Violette de Beaumarchais.
- 1788 à 1793 : Joseph Louis Ripault-Desormeaux, bibliothécaire du Prince de Condé.
- 1793 : Joseph Romet, homme de loi.
- 1795 : Jean-Charles Petit, secrétaire de l'hôtel de ville d'Orléans.
- 1802-1823 : Louis Madeleine Ripault, savant orientaliste.
- 1836-1853 : Louis-Émile Vanderburch, écrivain et dramaturge français[16]. Entre 1844 et 1847 : Marie Sophie Lolive[17].
- 1853-1996 : Communauté des religieuses hospitalières.
- Depuis 1999 : Hôtel de ville de La Chapelle-Saint-Mesmin.

### Résidents célèbres
- Hippolyte Monpou (1804-1841), compositeur et organiste français, fit, peu avant sa mort, un séjour au Petit-château, demeure de son ami Vanderburch[18].
- En août 1849, à l'invitation de Louis-Émile Vanderburch, la comédienne Virginie Déjazet vient se reposer quelques jours au petit-château.

## Description

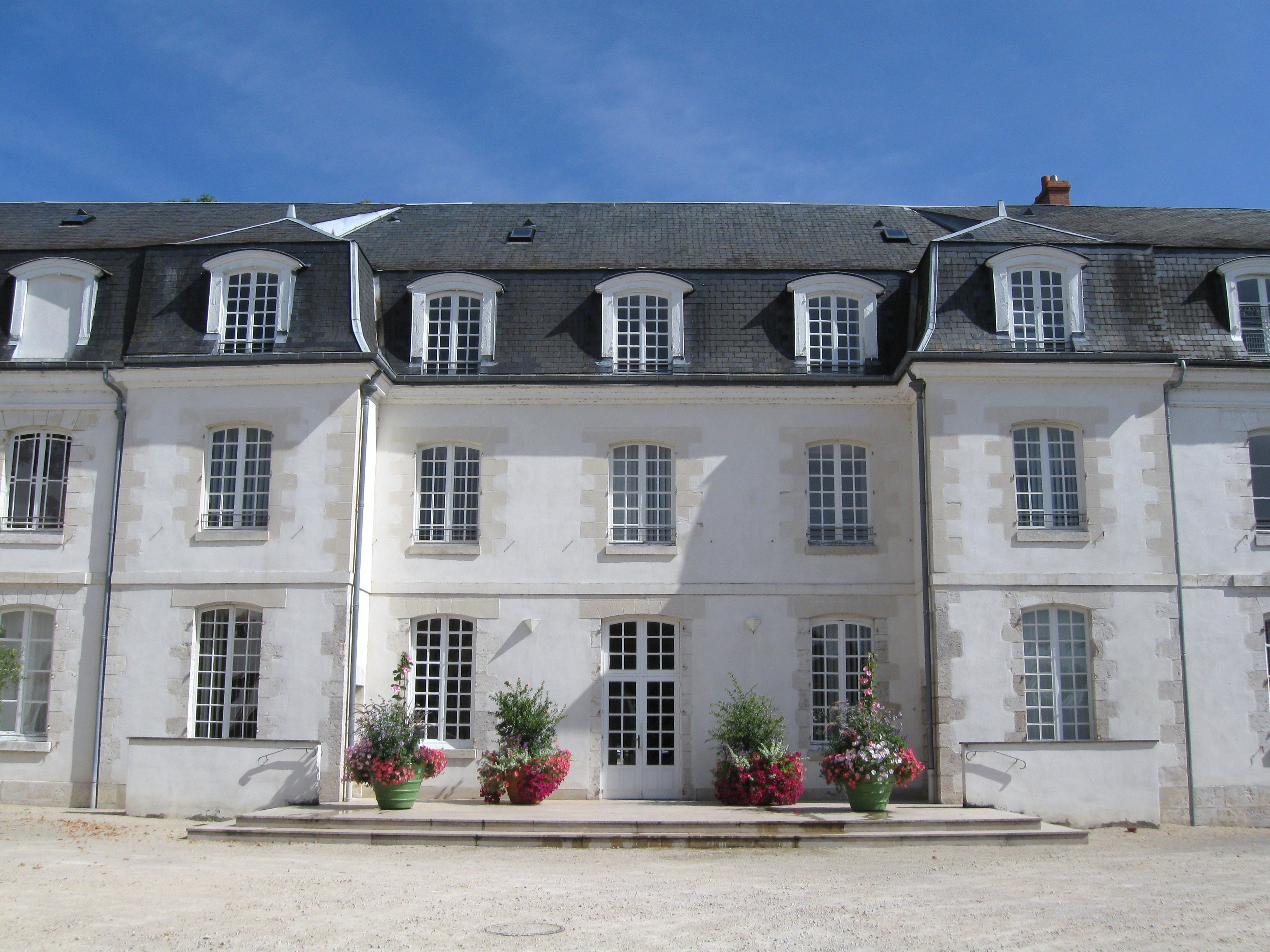
Hôtel de ville de La Chapelle-Saint-Mesmin

Le corps de bâtiment principal, qui compte trois étages, est édifié au XVIIIe siècle. L'aile nord et la dépendance sud sont ajoutées en 1854.
Une grande plaque de marbre sur laquelle sont gravés les noms des maires qui se sont succédé depuis la Révolution est apposée dans l'antichambre de la salle du conseil municipal. Elle se trouvait auparavant dans la salle des mariages de l'ancienne mairie depuis sa mise en place en 1977.
Une fresque marquetée, commandée à l'artiste Yann Hervis par la ville, est exposée dans la salle des mariages. Elle représente les moments importants de l'histoire de la commune.
Dans l'ancienne chapelle au premier étage, est exposé un tableau du XVIIe siècle, classé à l’inventaire des monuments historiques (1908) et restauré en 1992, attribué soit au peintre Bon Boullogne (1649-1717) soit à l'atelier de Claude Vignon (1593-1670) : « Le Christ guérissant les malades au pied du temple de Jérusalem ».
Le parc de la solitude attenant au bâtiment, ouvert au public, est inauguré le 10 juin 1997.